# هارييت
هارييت (بالإنجليزية: Harriet)‏ هي مغنية وكاتبة غنائية بريطانية، ولدت في 1966 في شفيلد في المملكة المتحدة.

## وصلات خارجية
- هارييت على موقع ميوزك برينز (الإنجليزية)
- هارييت على موقع أول ميوزيك (الإنجليزية)
- هارييت على موقع ديسكوغز (الإنجليزية)
- هارييت على موقع ديسكوغز (الإنجليزية)